# スポークレンチ

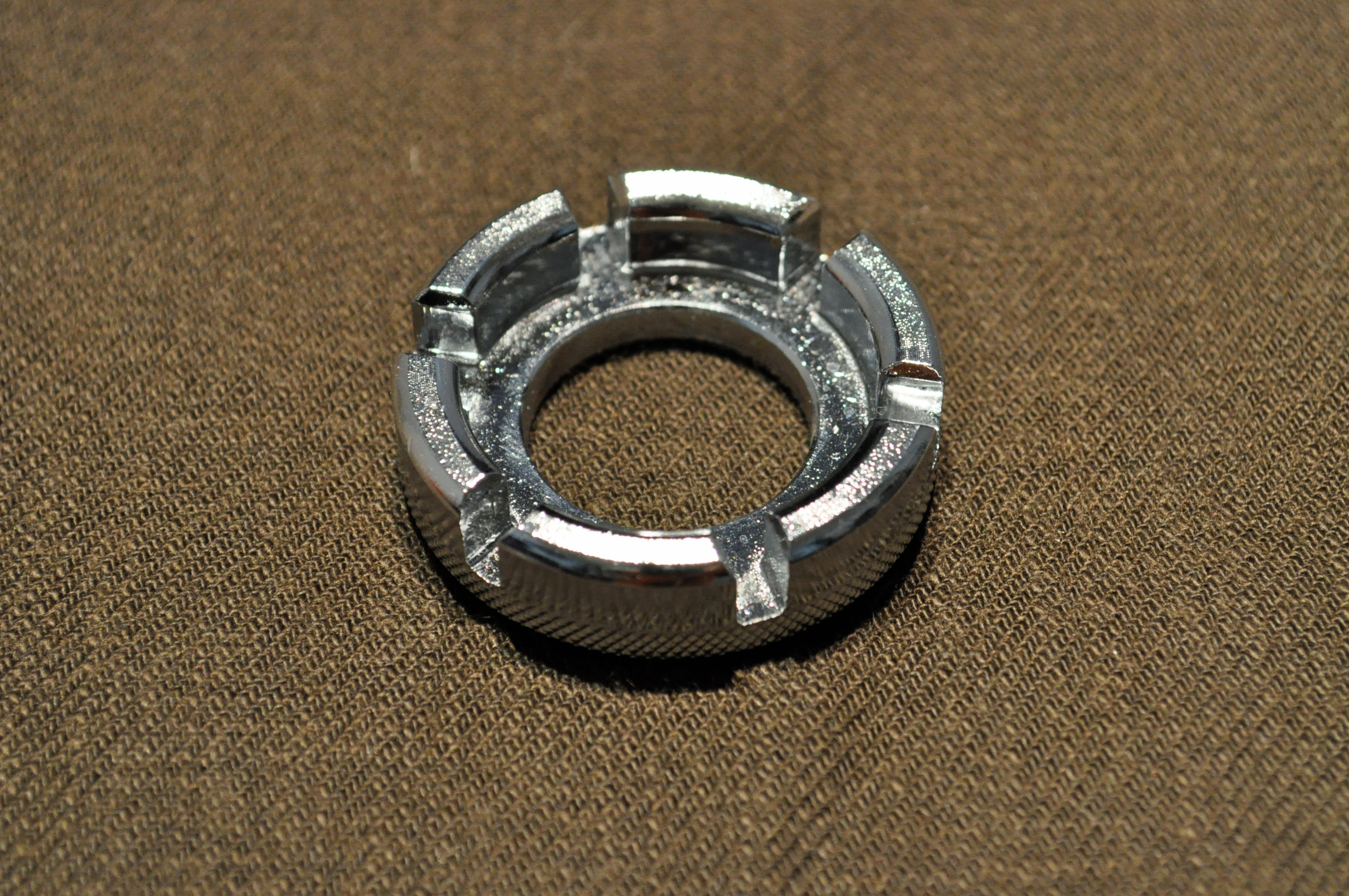
複数のサイズのニップルに対応したスポークレンチ

スポークレンチ(英：Spoke wrench, Spoke key)またはニップル回しは、自転車のスポークホイール（スポークを使用する車輪）の組み上げ、および調整に必要な工具。ニップルという部品をこの工具で回転させることで、スポークの張り具合を調整し、ホイール全体の形を整えることが出来る。
写真のようなリング型の製品とともに、両口スパナ型の製品も一般的。

## 使用方法

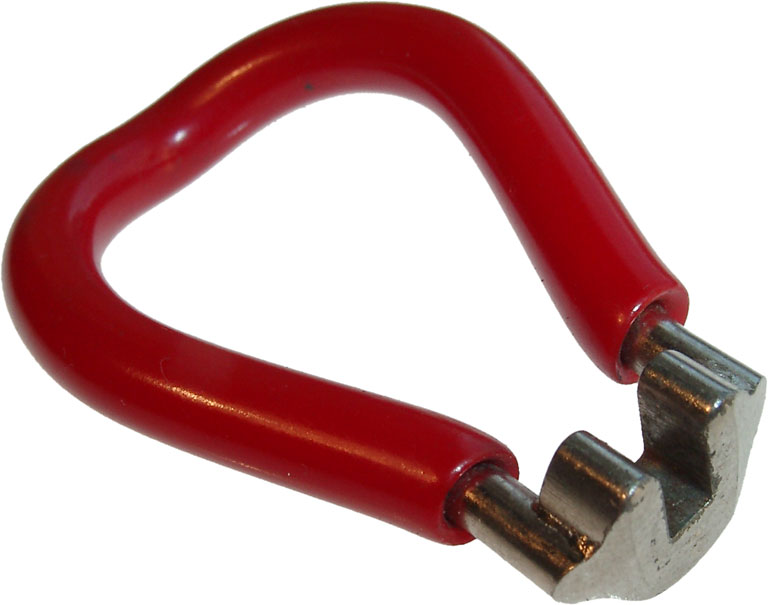
ひとつのサイズに特化したスポークレンチ

ニップルは互いに平行な二面を持ち、これをスポークレンチの開口部ではさんで回す。ニップルのサイズには数種類あり、対応したレンチを使用しなければならない。
右図のように単一のサイズに特化したスポークレンチは、ニップルのサイズより大きいサイズで回してしまったがためにニップルを破損してしまう、あるいは小さいサイズであったためにニップルにはまらない、といった複数のサイズに対応するが故の失敗を防ぎ、ホイールを組み上げる場合など多数のニップルを締める場合には作業を快適で効率的に行う上で有効である。欠点は当然ながらニップルの種類だけ複数個を準備しなければならない事である。
注意すべきなのは、スポークレンチでニップルを回す場合には、普通のねじとは効果が逆になることである。つまりリムの内側から見て、レンチを時計回りに回転させればスポークは緩み、反時計回りに回転させればスポークが張られる。これはスポークにおねじが切られ、ニップルがめねじになっているためである。